# عبد الله الكواري (ممثل)
عبدالله سيار دهام الكواري (ولد في 1 يناير 1995) ممثل قطري.